# كارلتون بروستر
كارلتون بروستر (بالإنجليزية: Carlton Brewster)‏ هو لاعب كرة قدم أمريكية أمريكي، ولد في 12 فبراير 1983 في غراند رابيدز في الولايات المتحدة.